# Alocerus moesiacus
Alocerus moesiacus é uma espécie de insetos coleópteros polífagos pertencente à família Cerambycidae.
A autoridade científica da espécie é Frivaldsky, tendo sido descrita no ano de 1838.
Trata-se de uma espécie presente no território português.